# Annalee (Marvel Comics)
Annalee é um personagem do Universo Marvel Comics e membro do grupo de mutantes conhecidos como  Morlocks. Sua primeira aparição foi em Quarteto Futuro (em inglês Power Pack (primeira série) #12).

## História
Uma Morlock, Annalee é quase uma mãe para os mutantes jovens no subterrâneo. Adotou  Sanguessuga, após ter perdido seus quatro filhos que foram assassinados na superfície, mas logo ela acabou morrendo dramaticamente para um dos Carrascos chamado Caçador de Escalpos no Massacre de Mutantes.

## Poderes
Annalee projeta suas próprias emoções em suas vítimas capaz de alterar os estados emotivos de outros combinando com seus próprios desejos pessoais.

## Outras mídias
Já apareceu no episódio de X-Men: Animated Series, chamado Paixão Secreta. Onde sua vítima é Wolverine, fazendo ele "atacar" Ciclope por seus motivos pessoais, no caso era Jean Grey.